# Motomondiale 1957
La stagione 1957 è stata la nona del Motomondiale; inizialmente era previsto che si sarebbe svolta su 7 prove, con il ritorno nel calendario del Gran Premio motociclistico di Francia ma, anche a causa delle implicazioni derivate dalla situazione politica, in particolare alla crisi di Suez, il gran premio non ebbe luogo e, conseguentemente il numero di gran premi restò identico a quello dell'anno precedente.
In compenso ogni gran premio ha ospitato le gare di tutte le classi disputatesi in singolo; solo i sidecar assegnarono il titolo su 5 prove.

## Il contesto
Anche quest'anno il sistema di punteggio restò invariato: venivano assegnati punti ai primi 6 piloti giunti al traguardo e per la classifica finale erano validi i migliori 4 risultati di ogni pilota.
Già all'inizio della stagione si era registrata l'assenza di tutte le squadre ufficiali delle case motociclistiche britanniche e la quasi totale assenza di competitori validi per le principali case italiane; il campionato delle classi singole vide pertanto la vittoria di piloti in sella a Gilera, Moto Guzzi e FB Mondial, la classe 500 fu appannaggio di Libero Liberati, la 350 di Keith Campbell (primo pilota australiano ad aggiudicarsi un titolo), la 250 di Cecil Sandford e la 125 di Tarquinio Provini.
Nei sidecar, nuovo titolo per la BMW, con Fritz Hillebrand dominatore della stagione; il pilota si vide però assegnare il titolo alla memoria essendo deceduto prima del termine della stagione.
Il 1957 segnerà un'epoca anche con la messa al bando, a fine stagione, delle carenature "a campana", rivelatesi pericolose in caso di vento. Un altro cambiamento fu l'emergere nelle competizioni dei motori a due tempi, dovuto alla tedesco-orientale MZ, a punti per la prima volta ad Hockenheim in 125 (anche se già la DKW aveva legittimato questo tipo di motori nelle corse).
Il 1957 segnò infine la fine di un'epoca d'oro per il Motomondiale. Alla fine di quella stagione, infatti, Gilera, Moto Guzzi e Mondial decisero di ritirarsi, a causa dei costi in crescita dei loro Reparti Corse e del calo delle vendite. Inizialmente anche la MV Agusta decise di ritirarsi, per poi cambiare idea.

## Il calendario
| Data         | Gran Premio      | Circuito         | Vincitore 500   | Vincitore 350   | Vincitore 250     | Vincitore 125     | Vincitore sidecar                 | Resoconto |
| ------------ | ---------------- | ---------------- | --------------- | --------------- | ----------------- | ----------------- | --------------------------------- | --------- |
| 19 maggio    | GP di Germania   | Hockenheimring   | Libero Liberati | Libero Liberati | Carlo Ubbiali     | Carlo Ubbiali     | Fritz Hillebrand Manfred Grunwald | Resoconto |
| 3 giugno     | Tourist Trophy   | Mountain Circuit | Bob McIntyre    | Bob McIntyre    | Cecil Sandford    | Tarquinio Provini | Fritz Hillebrand Manfred Grunwald | Resoconto |
| 29 giugno    | GP d'Olanda      | Assen            | John Surtees    | Keith Campbell  | Tarquinio Provini | Tarquinio Provini | Fritz Hillebrand Manfred Grunwald | Resoconto |
| 7 luglio     | GP del Belgio    | Spa              | Libero Liberati | Keith Campbell  | John Hartle       | Tarquinio Provini | Walter Schneider Hans Strauß      | Resoconto |
| 10 agosto    | GP dell'Ulster   | Dundrod          | Libero Liberati | Keith Campbell  | Cecil Sandford    | Tarquinio Provini |                                   | Resoconto |
| 1º settembre | GP delle Nazioni | Monza            | Libero Liberati | Bob McIntyre    | Tarquinio Provini | Carlo Ubbiali     | Albino Milani Rossano Milani      | Resoconto |

## Sistema di punteggio e legenda
| Pos.  | 1 | 2 | 3 | 4 | 5 | 6 | 7> |
| ----- | - | - | - | - | - | - | -- |
| Punti | 8 | 6 | 4 | 3 | 2 | 1 | 0  |

## Le classi

### Classe 500
| Pos. | Costruttore | Punti |
| ---- | ----------- | ----- |
| 1    | Gilera      | 32    |
| 2    | MV Agusta   | 19    |
| 3    | Norton      | 13    |
| 4    | BMW         | 9     |
| 5    | Moto Guzzi  | 8     |

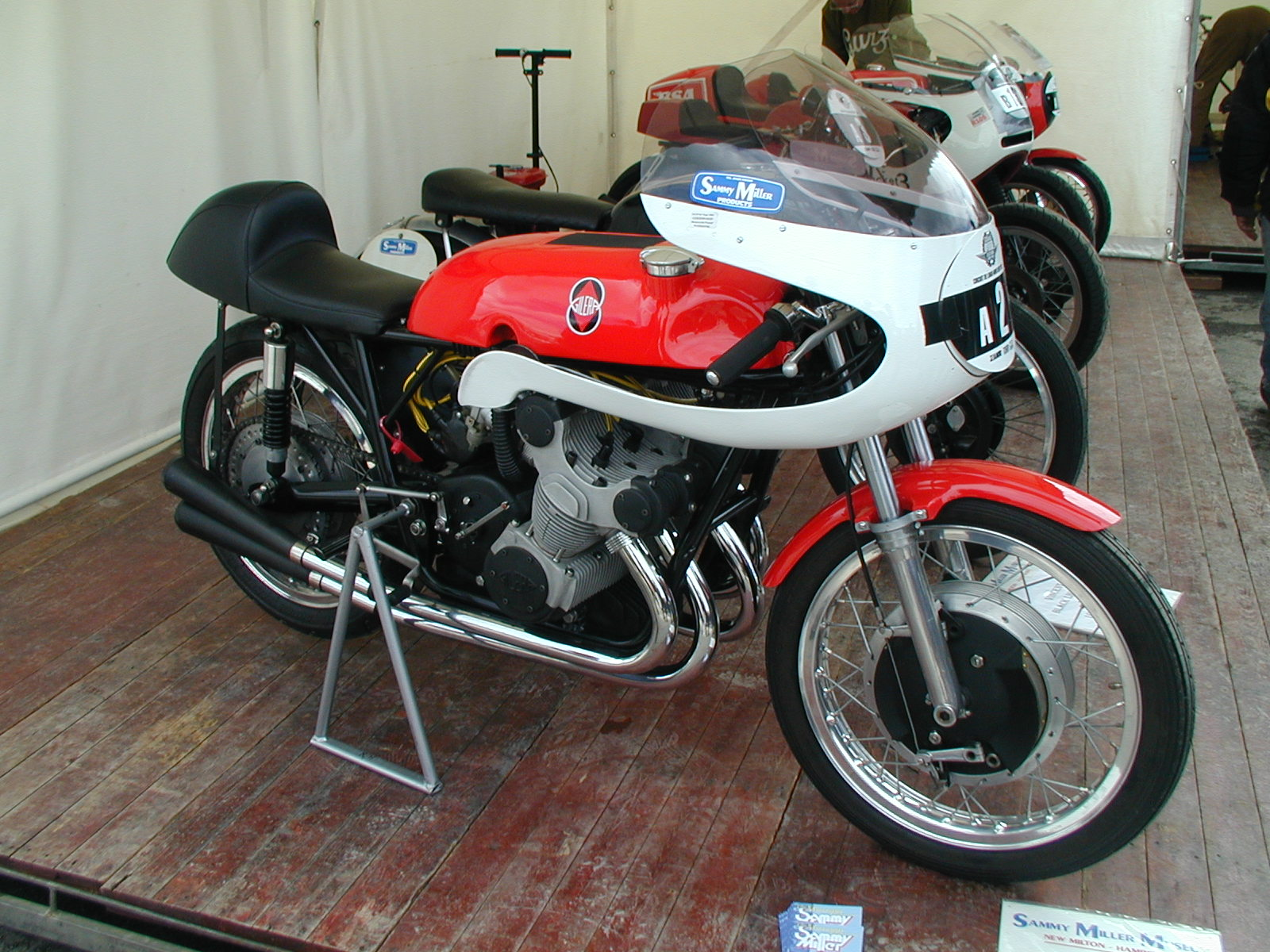
La Gilera 500 del 1957.

Il titolo iridato piloti andò a Libero Liberati su Gilera che si aggiudicò 4 delle 6 prove in calendario e precedette il compagno di squadra Bob McIntyre (vincitore di un GP, il Tourist Trophy) e il campione mondiale dell'anno precedente John Surtees su MV Agusta (anch'egli vincitore di una prova, in occasione del GP d'Olanda).
Per quanto ininfluente riguardo all'assegnazione del titolo, che non era mai stato messo in discussione, la classifica delle 500 venne riscritta a tavolino nel gennaio dell'anno successivo: Liberati venne riabilitato dalla squalifica in cui era incorso al termine del Gran Premio motociclistico del Belgio dopo aver tagliato per primo il traguardo. Tra l'altro proprio nello stesso gran premio si raggiunse il numero minimo di concorrenti all'arrivo; solo sei tagliarono la linea del traguardo.
La classifica è quella ufficiale definitiva dopo la riabilitazione di Liberati.

Classifica piloti (prime 5 posizioni)
| Pos. | Pilota          | Moto      |     |     |     |     |     |    | P.ti    |
| ---- | --------------- | --------- | --- | --- | --- | --- | --- | -- | ------- |
| 1    | Libero Liberati | Gilera    | 1   |     | 2   | 1   | 1   | 1  | 32 (38) |
| 2    | Bob McIntyre    | Gilera    | 2   | 1   | Rit |     | 2   | NP | 20      |
| 3    | John Surtees    | MV Agusta | Rit | 2   | 1   | Rit | Rit | 4  | 17      |
| 4    | Geoffrey Duke   | Gilera    |     |     |     |     | 3   | 2  | 10      |
| 5    | Jack Brett      | Norton    |     | Rit | 4   | 2   | Rit |    | 9       |
| Pos. | Pilota          | Moto      |     |     |     |     |     |    | P.ti    |

| Legenda                                                                        | 1º posto        | 2º posto        | 3º posto | A punti      | Senza punti        | Grassetto=Pole position Corsivo=Giro più veloce |
| Legenda                                                                        | Gara non valida | Non qualificato | Ritirato | Squalificato | "-" Dato non disp. | Grassetto=Pole position Corsivo=Giro più veloce |
| Fonte dei dati: motogp.com, racingmemo.free.fr, autosport.com, jumpingjack.nl. |                 |                 |          |              |                    |                                                 |

### Classe 350
| Pos. | Costruttore | Punti |
| ---- | ----------- | ----- |
| 1    | Gilera      | 36    |
| 2    | Moto Guzzi  | 30    |
| 3    | Norton      | 14    |
| 4    | MV Agusta   | 6     |
| 5    | NSU         | 4     |
| 6    | AJS         | 2     |

Nella 350 furono tre piloti di diverse nazionalità che si spartirono le vittorie nelle 6 prove in programma, in metà delle occasioni si impose l'australiano Keith Campbell che si aggiudicò anche il titolo iridato in sella ad una Moto Guzzi. Al secondo posto, con due vittorie nei GP, si piazzò il britannico Bob McIntyre e, al terzo posto a parità di punti ma con solo una vittoria, l'italiano Libero Liberati; entrambi guidavano modelli Gilera.

Classifica piloti (prime 5 posizioni)
| Pos. | Pilota          | Moto                     |     |     |   |   |     |     | P.ti    |
| ---- | --------------- | ------------------------ | --- | --- | - | - | --- | --- | ------- |
| 1    | Keith Campbell  | Moto Guzzi               | -   | 2   | 1 | 1 | 1   | -   | 30      |
| 2    | Bob McIntyre    | Gilera                   | Rit | 1   | 2 | - | Rit | 1   | 22      |
| 3    | Libero Liberati | Gilera                   | 1   |     | 3 | 2 | 3   | 3   | 22 (26) |
| 4    | Keith Bryen     | AJS, Norton e Moto Guzzi | -   | 13  | 5 | 3 | 2   | Rit | 12      |
| 5    | John Hartle     | Norton                   | 2   | Rit | 6 | - | 4   | 6   | 11      |
| Pos. | Pilota          | Moto                     |     |     |   |   |     |     | P.ti    |

| Legenda                                                                        | 1º posto        | 2º posto        | 3º posto | A punti      | Senza punti        | Grassetto=Pole position Corsivo=Giro più veloce |
| Legenda                                                                        | Gara non valida | Non qualificato | Ritirato | Squalificato | "-" Dato non disp. | Grassetto=Pole position Corsivo=Giro più veloce |
| Fonte dei dati: motogp.com, racingmemo.free.fr, autosport.com, jumpingjack.nl. |                 |                 |          |              |                    |                                                 |

### Classe 250
| Pos. | Costruttore | Punti |
| ---- | ----------- | ----- |
| 1    | FB Mondial  | 32    |
| 2    | MV Agusta   | 28    |
| 3    | Moto Guzzi  | 11    |
| 4    | NSU         | 5     |
| 5    | ČZ          | 5     |
| 6    | Jawa        | 2     |
| 7    | Adler       | 1     |
| 8    | Velocette   | 1     |

Ai primi tre posti della classifica vi furono piloti equipaggiati con FB Mondial che si aggiudicarono anche 4 prove (2 con Cecil Sandford e 2 con Tarquinio Provini) lasciando i restanti due successi a piloti MV Agusta.
Il vincitore del titolo piloti, Sandford, dimostrò anche una notevole costanza di rendimento, giungendo al traguardo in tutte le prove e in posizioni non superiori al quarto posto; si trovò peraltro a dover scartare come da regolamento i due peggiori risultati ottenuti.

Classifica piloti (prime 5 posizioni)
| Pos. | Pilota            | Moto       |     |     |   |     |     |     | P.ti    |
| ---- | ----------------- | ---------- | --- | --- | - | --- | --- | --- | ------- |
| 1    | Cecil Sandford    | FB Mondial | 3   | 1   | 2 | 3   | 1   | 4   | 26 (33) |
| 2    | Tarquinio Provini | FB Mondial | Rit | Rit | 1 | Rit | Rit | 1   | 16      |
| 3    | Sammy Miller      | FB Mondial | -   | 5   | 3 | 2   | Rit | 5   | 14      |
| 4    | Roberto Colombo   | MV Agusta  | 2   | 3   | - |     |     |     | 10      |
| 5    | Carlo Ubbiali     | MV Agusta  | 1   | Rit |   |     |     | Rit | 8       |
| -    | John Hartle       | MV Agusta  | -   |     | - | 1   | -   | Rit | 8       |
| Pos. | Pilota            | Moto       |     |     |   |     |     |     | P.ti    |

| Legenda                                                                        | 1º posto        | 2º posto        | 3º posto | A punti      | Senza punti        | Grassetto=Pole position Corsivo=Giro più veloce |
| Legenda                                                                        | Gara non valida | Non qualificato | Ritirato | Squalificato | "-" Dato non disp. | Grassetto=Pole position Corsivo=Giro più veloce |
| Fonte dei dati: motogp.com, racingmemo.free.fr, autosport.com, jumpingjack.nl. |                 |                 |          |              |                    |                                                 |

### Classe 125
| Pos. | Costruttore | Punti |
| ---- | ----------- | ----- |
| 1    | FB Mondial  | 30    |
| 2    | MV Agusta   | 30    |
| 3    | MZ          | 3     |
| 4    | ČZ          | 3     |

Come già nella quarto di litro, anche nella categoria di minor cilindrata il duello fu tutto tra piloti FB Mondial e MV Agusta con Tarquinio Provini che, dopo il secondo posto nella categoria superiore, ottenne il titolo in 125 unitamente a 3 vittorie nelle singole prove. Il suo principale avversario fu Carlo Ubbiali sulla MV Agusta già vincitore del titolo precedente ma che incorse in un grave incidente durante le prove del GP d'Olanda che lo costrinse a saltare 3 gran premi.
Classifica piloti (prime 5 posizioni)
| Pos. | Pilota            | Moto       |   |   |   |   |   |     | P.ti    |
| ---- | ----------------- | ---------- | - | - | - | - | - | --- | ------- |
| 1    | Tarquinio Provini | FB Mondial | 2 | 1 | 1 | 1 | 2 | Rit | 30 (36) |
| 2    | Carlo Ubbiali     | MV Agusta  | 1 | 2 |   |   |   | 1   | 22      |
| 3    | Luigi Taveri      | MV Agusta  | 5 | 3 | 3 | 2 | 1 | 3   | 22 (28) |
| 4    | Sammy Miller      | FB Mondial | - | 4 | 6 | - | 5 | 2   | 12      |
| 5    | Roberto Colombo   | MV Agusta  | 3 | 6 | 2 |   |   |     | 11      |
| Pos. | Pilota            | Moto       |   |   |   |   |   |     | P.ti    |

| Legenda                                                                        | 1º posto        | 2º posto        | 3º posto | A punti      | Senza punti        | Grassetto=Pole position Corsivo=Giro più veloce |
| Legenda                                                                        | Gara non valida | Non qualificato | Ritirato | Squalificato | "-" Dato non disp. | Grassetto=Pole position Corsivo=Giro più veloce |
| Fonte dei dati: motogp.com, racingmemo.free.fr, autosport.com, jumpingjack.nl. |                 |                 |          |              |                    |                                                 |

### Classe sidecar
| Pos. | Costruttore | Punti |
| ---- | ----------- | ----- |
| 1    | BMW         | 32    |
| 2    | Norton      | 18    |
| 3    | Gilera      | 8     |

Le motocarrozzette furono l'unica categoria che non disputò tutte le prove previste, non essendo presenti nel Gran Premio motociclistico dell'Ulster.
L'equipaggio tedesco Hillebrand/Grunwald si aggiudicò matematicamente il titolo già dopo la quarta prova in programma ma, durante una gara non iridata svoltasi in Spagna nel mese di agosto, incorse in un grave incidente che portò al decesso del quarantenne Hillebrand e al ritiro dal mondo delle corse del suo passeggero.

Classifica equipaggi (prime 5 posizioni)
| Pos. | Pilota                                          | Moto   |   |   |   |   |    |   | P.ti |
| ---- | ----------------------------------------------- | ------ | - | - | - | - | -- | - | ---- |
| 1    | Fritz Hillebrand/Manfred Grunwald               | BMW    | 1 | 1 | 1 | 3 | NE |   | 28   |
| 2    | Walter Schneider/Hans Strauß                    | BMW    | 2 | 2 | - | 1 | NE | - | 20   |
| 3    | Florian Camathias/Jules Galliker-Hilmar Cecco   | BMW    | 4 | 3 | - | 2 | NE | 3 | 17   |
| 4    | Jackie Beeton/Charles Billingham-Tony Partridge | Norton | - | 4 | 2 | - | NE | - | 9    |
| 5    | Albino Milani/Rossano Milani                    | Gilera | - |   | - | - | NE | 1 | 8    |
| Pos. | Pilota                                          | Moto   |   |   |   |   |    |   | P.ti |

| Legenda                                                                        | 1º posto        | 2º posto        | 3º posto | A punti      | Senza punti        | Grassetto=Pole position Corsivo=Giro più veloce |
| Legenda                                                                        | Gara non valida | Non qualificato | Ritirato | Squalificato | "-" Dato non disp. | Grassetto=Pole position Corsivo=Giro più veloce |
| Fonte dei dati: motogp.com, racingmemo.free.fr, autosport.com, jumpingjack.nl. |                 |                 |          |              |                    |                                                 |